# Anatole Le Braz
Anatole Le Braz (Saint-Servais (Costes del Nord), 1859 - Menton, 1926) fou un escriptor bretó. Va aprendre el bretó a Ploumilliau, i més tard fou mestre al Liceu de Kemper, on contactà amb el folklorista François-Marie Luzel. Col·laborà a la revista L'Hermine (1889) i a Feiz ha Breizh. El 1898 col·laboraria en la creació de la Keuredigezh Broadel Breizh (Societat Nacional de Bretanya), i el 1911 en la Unió Regionalista Bretona. Era amic de Francis Gourvil i fou professor de la Universitat de Roazhon del 1901 al 1924.
Tina Weymouth, la baixista dels Talking Heads és besneta seva.

## Publicacions
- Tryphina Keranglaz, poema, 1892
- An Ankou. La Légende de la mort chez les Bretons armoricains, 1893.
- Les Saints bretons d'après la tradition populaire en Cornouaille, 1893-1894.
- Au pays des pardons, cròniques, 1894.
- Pâques d'Islande, novel·les, 1897.
- Le Gardien du feu, contes, 1900.
- Le Sang de la sirène, nouvelles, 1901.
- Cognomerus et sainte Trefine. Mystère breton en deux journées, text i traducció, 1904
- Vieilles histoires du pays breton, 1905
- Contes du soleil et de la brume, novel·les, 1905.
- Ames d'Occident, novel·les, 1911.
- Theatre celtique (1905)
- Sonion Breizh-Izel (Cançons de la Baixa Bretanya, 1892)